# Newpower Soul
Albums de Prince
Crystal Ball The Vault...Old Friends 4 Sale
(1999)
Newpower Soul est un album de Prince, sous pictogramme O+>, publié en 1998 sous le nom de son groupe, le New Power Generation. Depuis la publication d' Emancipation en 1996, Prince modifie à nouveau le personnel du groupe. Seuls Kirk KaJ Johnson et Mr Hayes restent les rescapés du line-up précédent. Rev. Scott (guitares), Rhonda Smith (basse, chœurs) et Marva King (chant, chœurs) viennent compléter la formation.

## Anecdotes
Trois artistes de renom ont été invités dans ce projet : le rappeur Doug E. Fresh, la chanteuse Chaka Khan et Larry Graham, ancien bassiste de Sly and The Family Stone. Ces deux derniers assurent les premières parties de la tournée correspondante, et leur opus respectif édité la même année, Come 2 My House et GCS 2000, est produit par leur hôte pour le compte de son label NPG Records.
À noter que la rencontre avec Larry Graham, qui devient par la suite son bassiste attitré pour une courte période puis occasionnellement, a joué un rôle essentiel dans la conversion de Prince aux Témoins de Jéhovah
L'album est à dominante funk et se caractérise par un usage massif de la boîte à rythme et de l'échantillonnage.

## Liste des titres
1. New Power Soul
2. Mad Sex
3. Until U're in my arms again
4. When U love somebody
5. Shoo-Bed-Doo
6. Push it up
7. Freaks on this side
8. Come on
9. The one
10. (Eye like) Funky music
11. Wasted kisses (titre caché en piste 49)

## Vidéographie
Le vidéoclip The One a été réalisé par Mayte Garcia, ainsi que la chorégraphie.